# Neil Postman
Neil Postman (* 8. März 1931 in New York; † 5. Oktober 2003 ebenda) war ein US-amerikanischer Medienwissenschaftler, insbesondere ein Kritiker des Mediums Fernsehen, und in den 1980er-Jahren ein bekannter Sachbuchautor.

## Leben
Postman war seit 1959 Professor für Kommunikationswissenschaft und „Medien-Ökologie“ an der New York University. Die von ihm beschriebene Medien-Ökologie, in der Massenmedien als systemische Umwelt betrachtet werden, postuliert, dass beim Aufkommen eines neuen Mediums der soziale Wandel auf systemischen Wechselwirkungen beruhe, die sich weit mehr als nur additiv (alte Welt plus neues Medium) auswirkten.
Seine Karriere hatte Postman als Volksschullehrer begonnen. 1976 gestaltete er für CBS eine Fernsehserie, in der er Schülern Wissen vermittelte. 1985 eröffnete er die Frankfurter Buchmesse mit einer Rede des Titels „Wir amüsieren uns zu Tode“. Für sein gleichnamiges Buch erhielt er 1986 den Orwell Award für outstanding contributions to the critical analysis of public discourse.
Am 5. Oktober 2003 starb Postman im Alter von 72 Jahren in Flushing, New York City, an Lungenkrebs.

## Lehre
Postman verstand Medien als eine Form, in der Informationen vermittelt werden, als eine Art Ersatzsprache, die einen Inhalt auf eine ganz bestimmte Art und Weise übersetzt. Bezogen auf den Gebrauch von technischen Geräten ist ein Medium zum einen die Art und Weise des Gebrauchs dieses Geräts, zum anderen die soziale und intellektuelle Umwelt, die beim Gebrauch von dem Gerät hervorgebracht wird.
Postman vertrat die These, dass das Fernsehen die Urteilsbildung der Bürger gefährde und dass der Zwang zur Bebilderung zu einer Entleerung der Inhalte von Politik und Kultur führe. Er prägte dafür den Begriff „Infotainment“. In diesem Zusammenhang beklagte er die Infantilisierung der Gesellschaft. Der Titel seines Hauptwerks (Wir amüsieren uns zu Tode) zeigt, dass er die US-amerikanische Gesellschaft durch einen Mangel an Ernsthaftigkeit in allen möglichen Bereichen des öffentlichen Lebens von innen her stark bedroht sah. Diesen Eindruck verstärkte er 1992, indem er einem Essay den Titel Wir informieren uns zu Tode gab. Durch die „Vermüllung“ mit Informationen im Informationszeitalter werde die Orientierungslosigkeit der Menschen so sehr verstärkt, dass die Gesellschaft an „kulturellem Aids“ erkrankt sei. Dabei ist zu berücksichtigen, dass AIDS-Patienten 1992 in aller Regel noch schnell verstarben. Bernhard Pörksen attestierte Postman 2018 eine Art Vorwegnahme der Fake-News-Debatten der 2010er-Jahre durch seine Vorhersage, dass Wahrheit in einem „Meer von Belanglosigkeiten“ untergehen könne.
Bei Postmans Argumentation spielte zunächst die Wirkungsweise der Fernsehbilder eine wichtige Rolle. So ging er davon aus, dass sie ausschließlich ästhetische Reaktionen provozierten und dass das Fernsehen das Entstehen von Ideen unterdrücke, um den Wertmaßstäben des Showgeschäfts zu genügen. Somit weiche logisches Denken zugunsten von Emotionalität und Oberflächlichkeit.
Weiter war die große Resonanz des Fernsehens von Wichtigkeit. Die Art, wie das Fernsehen die Welt in Szene setze, werde zum Modell dafür, wie die Welt aussehen solle. Die Folgen davon seien einmal „Surrealismus der Fernsehinformation“ und weiter, dass sich das Entertainment auch auf andere Bereiche des Lebens außerhalb des Bildschirms erstrecke.
Postman kritisierte das Fernsehen als ein Medium der totalen Enthüllung, bei der auch private und intime Bereiche des Lebens offengelegt würden. Als Gefahr dieses Aspekts benennt er den Zusammenbruch moralischer Verhaltensregeln, speziell aber den Abbau des Schamgefühls. Da dieses Medium Ereignisse so darstelle, als geschähen diese im Augenblick der Sendung, erzeuge es eine von Postman als „unzivilisiert“ charakterisierte Bestrebung direkter Bedürfnisbefriedigung und Gleichgültigkeit gegenüber der – in zivilisierteren Zeiten noch geheimnisumwobenen – Welt des Kindes.
In der Digitalisierung der Kommunikation erkannte Postman 1996 durchaus positive Aspekte: „Wenn die Schüler in der Schule lernen, [einen Computer] zu programmieren, ist das in Ordnung. Denn dafür muß man über das Denken selbst nachdenken: ein analytischer Prozeß, der in unserer von Bildern bestimmten Welt wichtig wäre.“ Zugleich bedauerte er aber, dass „die Lehrer Computer wie Arbeitshefte oder andere Lehrmittel“ einsetzten. Über die Zukunft des Internets meinte Postman 1996: „Es ist schon wichtig für wissenschaftliche Forschung und für große Organisationen wie das Pentagon oder weitverzweigte Banken. Ich glaube aber nicht, daß es für den Durchschnittsmenschen von besonderer Bedeutung ist.“
In seinem Buch Das Verschwinden der Kindheit befasste sich Postman mit den Auswirkungen der elektronischen Medien, insbesondere des Fernsehens, auf die Kindheit, die er im Schwinden begriffen sah. Die Kindheit sei dabei ein Phänomen, das erst mit dem Ende des Mittelalters aufgetreten sei, denn zuvor hätten Erwachsenenwelt und Welt des Kindes noch eng beieinander gelegen; Erwachsene und Kinder hätten sich nicht wesentlich voneinander unterschieden. Mit der Erfindung des Buchdrucks habe sich dieses Verhältnis der Generationen zueinander verändert. Die Erwachsenen hätten nunmehr einen exklusiven Zugang zu einer Welt des Wissens, die dem Kind verborgen bleibe, solange es die Technik des Lesens noch nicht beherrsche. Es entstehe so ein Raum – die Kindheit – ohne Zugang zu den Geheimnissen des Lebens der Erwachsenen. Allerdings löse das Fernsehen diese Grenze wieder auf, indem es das Wissen der Erwachsenen wieder allen zugänglich mache. In den Unterhaltungsshows bleibe kein Thema ausgespart; Inzest, Homosexualität und andere Themen würden für alle – auch für Kinder – aufbereitet und für den Konsum oder zu Unterhaltungszwecken zur Verfügung gestellt.
Um seine These zu belegen, zog Postman zahlreiche Indizien heran. Er ging auf die Kriminalstatistiken ein und stellte fest, dass die Zahl der von Kindern verübten schweren Delikte zwischen 1950 und 1979 um 11.000 Prozent wuchs.
Als einen Beleg für seine These erkannte er auch die frühere geschlechtliche Reife von Mädchen. Um 1900 trat die erste Menstruation durchschnittlich um das 14. Lebensjahr auf, während das Durchschnittsalter 1979 bei 12 Jahren lag. Hier spricht Postman von einem physiologischen Hinweis auf die Abschaffung der Kindheit.

## Zitate
„Unser Fernsehapparat sichert uns eine ständige Verbindung zur Welt, er tut dies allerdings mit einem durch nichts zu erschütternden Lächeln auf dem Gesicht. Problematisch am Fernsehen ist nicht, dass es uns unterhaltsame Themen präsentiert, problematisch ist, dass es jedes Thema als Unterhaltung präsentiert.“

„Fernsehen wurde nicht für Idioten erschaffen – es erzeugt sie.“

„Unsere Abwehrmechanismen gegen die Informationsschwemme sind zusammengebrochen; unser Immunsystem gegen Informationen funktioniert nicht mehr. Wir leiden unter einer Art von kulturellem Aids.“

## Kritik
In seinem Nachruf zu Postmans Tod vertritt Peter V. Brinkemper die These, dass Postman mit seinem Lob schriftlicher und seiner Verurteilung visueller Kommunikation hinter Immanuel Kant zurückfalle. Dessen Grundsatz der Erkenntnistheorie lautet: „Gedanken ohne Inhalt sind leer, Anschauungen ohne Begriffe blind.“ Es gelte, den Rationalismus des reinen Wortes und den Empirismus der bloßen Anschauungen zu überwinden. Postman übersehe, „dass der Sündenfall des elektronischen Informationszeitalters nicht nur monomedial, sondern nur intermedial zu erklären ist: mit der korrelativen Verflachung der Text- und der Bildkultur zu einer hybriden Signatur. Postmans Kritik zementiert den Qualitätsverfall selbst noch als kulturelle Asymmetrie der Medien Bild versus Sprache.“

## Wirkungsgeschichte
Das dritte Soloalbum von Roger Waters Amused to death ist von Neil Postman beeinflusst.
Der Song Four Stars out of Five der Band Arctic Monkeys dreht sich um ein fiktives Taqueria-Restaurant auf dem Mond, welches den Namen "Information-Action-Ratio" trägt. Dieser ist einem Konzept aus Postmans Werk "Wir amüsieren uns zu Tode" entnommen. Laut Komponist und Sänger Alex Turner war das Buch eine literarische Inspirationsquelle für das 2018 veröffentlichte Konzeptalbum Tranquility Base Hotel & Casino.

## Werke
- Teaching as a Subversive Activity, 1969
  - Fragen und Lernen. Die Schule als kritische Anstalt, März, Frankfurt am Main 1972, ISBN 3-87319-109-1
- Crazy Talk, Stupid Talk: How We Defeat Ourselves by the Way We Talk and What to Do About It, 1976
- Teaching as a Conserving Activity, 1982
- The Disappearance of Childhood, 1982
  - Das Verschwinden der Kindheit, Fischer, Frankfurt am Main 1983, ISBN 3-596-23855-2
- Amusing Ourselves to Death, 1985
  - Wir amüsieren uns zu Tode. Urteilsbildung im Zeitalter der Unterhaltungsindustrie, Fischer, Frankfurt am Main 1985, ISBN 3-10-062407-6
- Conscientious Objections: Stirring Up Trouble About Language, Technology and Education, 1988
  - Die Verweigerung der Hörigkeit, Fischer, Frankfurt am Main 1988, ISBN 3-10-062408-4
- Technopoly. The Surrender of Culture to Technology, 1992
  - Das Technopol. Die Macht der Technologien und die Entmündigung der Gesellschaft, Fischer, Frankfurt am Main 1992, ISBN 3-10-062413-0
- How to Watch TV News, mit Steve Powers, 1992
  - Wir informieren uns zu Tode, 1992 DNB 948188960
- The End of Education, 1995
  - Keine Götter mehr. Das Ende der Erziehung, dtv, München 1995, ISBN 3-423-36046-1
- Building a Bridge to the 18th Century: How the Past Can Improve Our Future, Knopf, New York, NY 1999
  - Die zweite Aufklärung. Vom 18. ins 21. Jahrhundert (übersetzt von H. Jochen Bußmann), Berlin Verlag, Berlin 1999, ISBN 3-8270-0171-4 (als Taschenbuch: 2. Taschenbuchauflage, BvT, Berlin 2007 (Erstausgabe 2001), ISBN 978-3-8333-0259-6, als Hörbuch: 6 CDs, gelesen von Peter Matić, Regie: Elisabeth Arzberger, BMG Wort, Köln 1999, ISBN 3-89830-081-1)